# União da Serra
União da Serra is een gemeente in de Braziliaanse deelstaat Rio Grande do Sul. De gemeente telt 1.649 inwoners (schatting 2009).